# 坚髓杜茎山
坚髓杜茎山（学名：Maesa ambigua）为紫金牛科杜茎山属下的一个种。

## 扩展阅读
- 維基物種上的相關：坚髓杜茎山